# Georg Philipp Telemann
Georg Philipp Telemann (Magdeburgo, Sacro Imperio Romano Germánico, 14 de marzoJul./24 de marzo de 1681 Greg.-Hamburgo, Sacro Imperio Romano Germánico, 25 de junio de 1767) fue un compositor barroco alemán, aunque su obra también tuvo características de principios del clasicismo. Está considerado el compositor más prolífico de la historia de la música.
Autodidacta en música, estudió Derecho en la Universidad de Leipzig. Fue contemporáneo de Johann Sebastian Bach y de Georg Friedrich Händel. En una pequeña autobiografía escrita para la colección “Grundlage einer Ehrenpforte” (Cimientos para un Arco de Triunfo, 1739) de su amigo Johann Mattheson, Telemann describió con clarividencia y buen juicio crítico sus primeras lecciones, poniendo en claro su posición renovadora ante la música de aquel tiempo: ... «para mi desgracia, sin embargo, caí en manos de un organista que me aterrorizaba con la tablatura alemana (viejo método de notación para clave, órgano y laúd, que usa números y letras en lugar de notas), con lo cual él tocaba tan estirado como el abuelo de quien había heredado aquel sistema».
Tan prolífico que nunca fue capaz de contar el número de sus composiciones, viajó mucho, absorbiendo diferentes estudios musicales e incorporándolos a sus propias composiciones. Consiguió una serie de cargos importantes, culminando con el de director de música de las cinco iglesias más grandes de Hamburgo, desde 1720 hasta su muerte en 1767. Le sucedió su ahijado Carl Philipp Emanuel Bach.

## Biografía
Georg Philipp Telemann nació en Magdeburgo, actual capital del estado federado de Sajonia-Anhalt. Su familia no tenía particular interés en la música, ya que únicamente un bisabuelo había sido cantor en Halberstadt, y ningún otro familiar había tenido relación con ella.
El padre falleció en 1685, dejando a cargo de la viuda la educación del joven Telemann. Contaban con empleo en la iglesia local y constituían una familia de clase media alta. El niño comenzó a descubrir la música a los 10 años de edad, mostrando enseguida talento al componer su primer opus a los 12 años. Sin embargo, esta aptitud no contaba con el apoyo de su familia; temiendo que Telemann siguiera una carrera musical, su madre le quitó todos los instrumentos y lo envió en 1693 a una nueva escuela en Zellerfeld, con la esperanza de que este cambio orientara al muchacho hacia una profesión más lucrativa. Factores clave para que Telemann se convirtiera en el más famoso músico de su época en Alemania fueron su sentido del humor, una personalidad amigable, una tremenda confianza en sí mismo y una productividad increíble desde temprana edad.
La estrategia materna falló finalmente porque el director de la escuela observó el talento musical del nuevo alumno y permitió que Telemann siguiera componiendo y ampliando sus conocimientos en forma autodidacta. Para la época en que completó sus estudios en Hildesheim, Telemann había aprendido a tocar casi sin ayuda la flauta dulce, el órgano, el violín, la viola da gamba, la flauta traversa, el oboe y el chalumeau, entre otros instrumentos musicales. Sus viajes le permitieron asimismo conocer nuevos estilos musicales, y sus primeras influencias las recibió de Johann Rosenmüller y Arcangelo Corelli.
En 1701, Telemann ingresó en la Universidad de Leipzig con el fin de estudiar Derecho, posiblemente a petición de su madre. El nuevo intento no duró más que lo que tardó su talento en ser descubierto, y enseguida le encargaron componer música para las principales iglesias de la ciudad. Al poco tiempo, fundó un collegium musicum de 40 miembros para dar conciertos de su música. Al año siguiente lo nombran director de la Ópera de Leipzig y cantor de una de sus iglesias. Su creciente fama comienza a inquietar al compositor mayor Johann Kuhnau, cuya posición como director musical de la ciudad se ponía en riesgo al ser nombrado Telemann cantor. Telemann también ocupaba a muchos estudiantes en sus producciones operísticas, restándoles tiempo para participar en la música sacra promovida por Kuhnau.

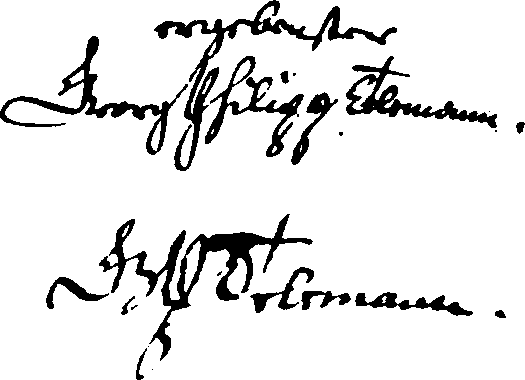
Firmas de Telemann (1714 y 1757).

Finalmente, Kuhnau denunció a Telemann por «músico de ópera», pero aun luego de la partida de este último, no logró recuperar a los intérpretes que había perdido.
Telemann abandonó Leipzig en 1705 para actuar como maestro de capilla en la corte del conde Erdmann II en Sorau. Allí se familiarizó con el estilo francés de Lully y Campra, componiendo varias oberturas y suites durante los dos años que estuvo en el puesto. La invasión de Alemania por los suecos obligó a la corte de Erdmann a evacuar el palacio. Se cree que Telemann visitó París en 1707 y luego fue nombrado jefe de cantores en la corte de Eisenach, donde conoció a Johann Sebastian Bach. El principal cargo obtenido por Telemann fue su nombramiento en 1721 como director musical de las cinco principales iglesias de Hamburgo, puesto que conservará el resto de su vida. Allí escribió dos cantatas para cada liturgia dominical, así como otra música sacra para ocasiones especiales, además de enseñar canto y teoría de la música, y dirigir otro collegium musicum, que realizaba uno o dos conciertos por semana. Telemann también dirigió la ópera local durante unos pocos años, pero esto le significó una quiebra financiera.
Cuando el puesto de Kuhnau en Leipzig quedó vacante, Telemann se presentó como candidato, resultando aprobado por el concejo municipal de entre seis postulantes. Sin embargo, rechazó el nombramiento, aunque no sin antes usarlo como excusa para obtener un aumento de sueldo en su cargo de Hamburgo. Ante la persistencia de la vacante, el concejo de Leipzig seleccionó a Christoph Graupner, quien tampoco aceptó el nombramiento. El que asumió finalmente el puesto fue Johann Sebastian Bach. Telemann incrementó igualmente sus ingresos en Hamburgo con varios cargos menores en otras cortes y con la publicación de volúmenes de su propia música.
Su producción musical empezó a declinar a partir de 1740 y se enfocó más enérgicamente en escribir tratados teóricos. Durante esta época trabajó además con algunos jóvenes compositores, como Franz Benda y su ahijado, Carl Philipp Emanuel Bach.
Luego de la muerte de su hijo mayor Andreas en 1755, Telemann asumió la responsabilidad de criar a su nieto Georg Michael Telemann, iniciando la educación musical del futuro compositor. Muchos de sus oratorios provienen de esta época. En los últimos años, su vista empezó a deteriorarse, y este problema le llevó a disminuir su actividad a partir de 1762. A pesar de ello, siguió componiendo hasta su muerte, el 25 de junio de 1767 a sus 86 años de edad.

## Obra
El Libro Guinness de los récords mencionó a Telemann como el compositor más prolífico de todos los tiempos, con más de 800 obras acreditadas. El catálogo temático de sus obras publicado en la década de 1980 recoge más de 3000 composiciones de su autoría, muchas perdidas.
Varias de estas piezas perdidas fueron descubiertas recientemente por musicólogos de relieve, como Jason Grant. Muchos de los manuscritos fueron destruidos durante la Segunda Guerra Mundial.
Telemann fue muy famoso durante su vida y por muchas décadas después de su muerte. Sin embargo, para principios del siglo XIX sus obras se interpretaban con menor frecuencia. La última presentación pública de importancia de una de sus obras, Der Tod Jesu, hasta ya avanzado el siglo XX se efectuó en 1832. Además, la edición de 1911 de la Enciclopedia Británica, que incluye largos artículos sobre Bach y Händel, no menciona a Telemann.
El interés por la obra de Telemann renació a principios del siglo XX, junto con la recuperación de los instrumentos musicales barrocos y la renovada atención sobre la música de cámara. Actualmente numerosos conjuntos en todo el mundo interpretan su música, que está además disponible en incontables grabaciones.

### Música por entregas
En 1728, Telemann fundó Der getreue Musikmeister, un periódico quincenal de cuatro folios donde incluía lecciones de música, composiciones propias y de otros autores, tales como Keiser, Pezold, Görner, Bonporti, Zelenka, Ritter y Stoltzer. Se considera que es una de las primeras publicaciones periódicas de música que han existido, incluyendo la particularidad de que muchas sonatas, suites y otras composiciones de cierta longitud continuaban su desarrollo en la siguiente edición, obligando así a los melómanos a adquirir el próximo ejemplar. Esta estrategia comercial adelanta lo que varios siglos después sería una práctica común.
Solamente se conservan 20 ediciones de esta publicación. La mayoría no está fechada, por lo que se desconoce con exactitud la cantidad total de ejemplares que se publicaron, ni el tiempo que duró tan ingeniosa experiencia periodística.

### Música sacra

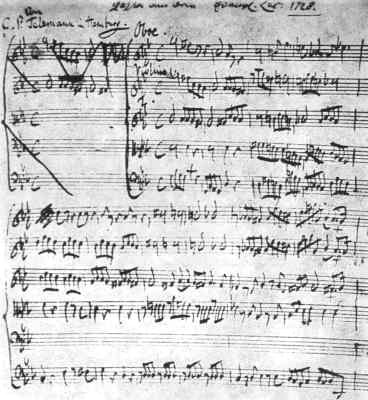
Manuscrito de la Pasión según San Lucas, 1728.

El catálogo de las obras de Telemann registra 406 composiciones sacras, que incluyen 13 cantatas, 23 cantatas fúnebres, 60 oratorios y pasiones, 32 salmos, 16 motetes, varias de las cuales se han perdido.
Entre este género de composiciones, se detallan algunos ejemplos:
- TWV 02:12 Komm wieder, Herr, zu der Menge der Tausenden in Israel:[7] - Coro	SATB,2 oboes, cuerdas y continuo - Música para la consagración de la gran iglesia de San Miguel en Hamburgo.
- TWV 02:06 Heilig, heilig ist Gott:[8] Coro SATB, 2 oboes,3 clarinetes, timbales, cuerdas y continuo - Música para la consagración de la iglesia de San Jorge en Hamburgo.
- TWV 04:7 In dunkler Nacht, bestrußt und bange:[9] -	Coro SATB, 2 flautas, 2 piccolos, 2 oboes, oboe d'amore, chalumeau, trompetas, timbales, cornos da caccia, fagot, cuerdas y continuo - Cantata para los funerales de Federico Augusto II, rey de Polonia.
- TWV 05: 8 Ein Lammlein gent und tragt die Schuld:	Coro SATB, flauta traversa, oboe, oboe d'amore, cuerdas y continuo - Pasión según San Marcos (1723).
- TWV 05:13 Israel, achigeliebtes Vater-Herz!:[10] Coro SATB, flauta traversa, flauta dulce, oboe, fagot, cuerdas y continuo - Pasión según San Lucas (1728).
- TWV 05:43 Herr, starke mich, dein Leiden zu bedenken:[11] Coro SATB, flauta, oboe, cuerdas y continuo. - Pasión según San Mateo (1758).
- TWV 05:52 Christe, du Lamm Gottes:[12] Coro SATB, flauta, oboe, fagot, corneta, cuerdas y continuo - Pasión según San Marcos (1767).

### Música de cámara
- TWV 40:2-13 Doce fantasías para flauta sin bajo
- TWV 40:14-25 Doce fantasías para violín sin bajo
- TWV41:F 2 Sonata en Fa mayor para flauta dulce y continuo (# 1 de Der getreue Music-Meister) - 1. Vivace, 2. Largo (Re menor), 3. Allegro.
- TWV41:G 9 Sonata en Sol mayor para flauta traversa y continuo (# 15 de Essercizii overo Dodeci Soli e Dodeci Trii à diversi stromenti) -1. Cantabile, 2. Allegro. 3. Affettuoso (Mi menor), 4. Allegro
- TWV41:g 2 Partita en Sol menor para viola, flauta y oboe (# 4 de Kleine Cammer-Music)1. Grave, 2. Aria I. Allegro, 3. Aria II. Allegro, 4. Aria III. Tempo di Menuet, 5. Aria IV. Allegro, 6. Aria V. Tempo giusto, 7. Aria VI. Allegro assai

### Ópera
Entre las obras conocidas de Telemann se encuentran cuarenta óperas, de las cuales la más conocida es la comedia Pimpinone, estrenada en el año 1725. Otras óperas suyas son Demócrito (1703), Germanicus escrita en 1704, revisada en 1710, y se estrenó en 2007; Cajus Caligula (1704), Der Gedultige Socrates (1721) y Don Quijote (1761).

## Comentarios sobre Telemann
Una obertura, interpretada para el comienzo de una ópera, requiere un inicio magnífico y gravitante, un tema principal preparado con brillo y una buena mezcla de diferentes instrumentos, como oboes, flautas y cornos. Se origina en Francia. Lully compuso buenos ejemplos, pero algunos compositores alemanes lo han superado, entre otros principalmente Händel y Telemann
Johann Joachim Quantz, 1752

Particularmente he oído alabanzas sobre el significativo Sr. Telemann en el sentido de que sabe cómo respetar el gusto de todos los melómanos. A veces sigue a los extranjeros, a veces a los franceses, generalmente incluye una mezcla de estilos en sus piezas musicales. Evita todos los excesos técnicos que podrían agradar sólo a los maestros, y prefiere la amable alternancia de tonos a la búsqueda de efectos artificiosos. ¿Y qué es más razonable que esto?
Johann Christoph Gottsched, 1728

## Discografía (Selección)
- Cantatas de Cámara y trío sonatas:Christine Brandes (soprano), Jennifer Lane (mezzo), Música Pacifica -	Dorian Recordings DOR-93239
- Overtures:Collegium Instrumentale Brugense - dir. Patrick Peire -	Brilliant Classic 94411 - 8 CDs- (2012)
- Trauer-Actus (Cantatas): Johanna Koslowsky (s), Elisabeth Popien (a), Wilfried Jochens, Hans Jörg Mammel (t), Stephan Schreckenberger (b),Cantus Kölln dir. Honrad Junghänel - Harmonia Mundi - HMC 901768
- Telemann alla polacca Concerti & Suites: Rebel dir.Jorg-Michael Schwarz - Dorian Recordings - DOR-93302
- Suites y Conciero para flauta dulce y orquesta : Maurice Steger (flauta dulce), Akademie für Alte Musik Berlin - Harmonia Mundi - HMC 901917
- Tafelmusik: Florilegium con Walter van Hauwe (flauta dulce) - Channel Classics - CCS 19198
- Cuarteto parisino Nº1 - Freiburger Barock Consort - Harmonia Mundi - HMC 90178
- Suites para orquesta :Akademie für Alte Musik Berlin - Harmonia Mundi - HMC 901654
- "La Bizarre" Suites: Akademie für Alte Musik Berlin - Harmonia Mundi - HMC 901744
- Oboe Concertos:	Heinz Holliger (oboe), Camerata Bern -Archiv Produktion - 477 5002
- Trio Sonatas: Bart Schneeman (oboe); Siebe Henstra (org); Pieter Wispelwey (cello); Frans Robert Berkhout (fagot) -Channel Classics 	-CCS 14098
- Flötenquartette - Cuartetos de flauta: Música Antiqua Köln -Archiv Produktion -477 537-9
- Viola da Gamba: Lorenz Duftschmid (v da g) Armónico Tributo Austria dir.Lorenz Duftschmid - Arcana - A42
- Tafelmusik: Florilegium con Walter van Hauwe (flauta dulce) -Channel Classics -CCS 19198
- Cuartetos parisinos Vol. 3: Florilegium - Channel Classics - CCS SA 21005
- Don Quixote: Drottingham Baroque Ensemble - CD - Universe 1226 - (2002)
- Cornett Cantatas : Telemann Chamber Orchestra, Michaelstein - dir.Ludger Remy - CD- Universe 999542 (1998)
- Tafelmusik con Hummel y Richter: Eugen Duvier, B0001XNXXPO